# (2661) Bydžovský
(2661) Bydžovský – planetoida z grupy pasa głównego asteroid okrążająca Słońce w ciągu 5 lat i 96 dni w średniej odległości 3,02 j.a. Została odkryta 23 marca 1982 roku w Obserwatorium Kleť w pobliżu Czeskich Budziejowic przez Zdeňkę Vávrovą. Nazwa planetoidy pochodzi od Bohumila Bydžovskýego (1880-1969), profesora matematyki i kanclerza Uniwersytetu Karola. Przed nadaniem nazwy planetoida nosiła oznaczenie tymczasowe (2661) 1982 FC1.